# Hypnum hampei
Hypnum hampei är en bladmossart som beskrevs av Kindberg 1888. Hypnum hampei ingår i släktet flätmossor, och familjen Hypnaceae. Inga underarter finns listade i Catalogue of Life.